# Alfa Sculptoris
Alfa Sculptoris (α Sculptoris, α Scl, Alfa Scl) je Bayerovo označení pro modrobílou hvězdu v jižním souhvězdí Sochaře. Její zdánlivá hvězdná velikost je +4,27m, což z ní činí nejjasnější hvězdu v tomto obecně slabém souhvězdí. Paralaxa 4,62 mas, naměřená sondou Gaia, umožnila odhadnout vzdálenost této hvězdy na zhruba 700 světelných let.
Alfa Sculptoris je hvězdný obr spektrální třídy B7IIIp. Je klasifikována jako rotační proměnná hvězda typu SX Arietis a její magnituda se mění o méně než desetinu magnitudy.
Svítivost α Scl je asi 1500krát větší než Slunce, zatímco její povrchová teplota je 13 600 K. Poloměr hvězdy je vypočítán na sedminásobek slunečního, zatímco její hmotnost je pětkrát větší než hmotnost Slunce.